# Flandreau Indian Reservation

Lage des Moody County in South Dakota

Flandreau Indian Reservation ist ein Indianerreservat im US-Bundesstaat South Dakota und Heimat des Flandreau Santee Sioux Tribe der Mdewakanton Sioux. Das Reservat umfasst 2500 Acres (etwa 10,11 km²) Land entlang des Big Sioux River, Moody County, auf der Hochebene Coteau des Prairies im Südosten von South Dakota. 726 Mitglieder des Stamms wohnen im Reservat. Gegründet wurde das Reservat im Jahr 1934 durch die Umwandlung von privaten Parzellen der Stammesmitglieder in Reservatsland. Auf dem Reservatsgebiet befindet sich das Royal River Casino.

## Geschichte

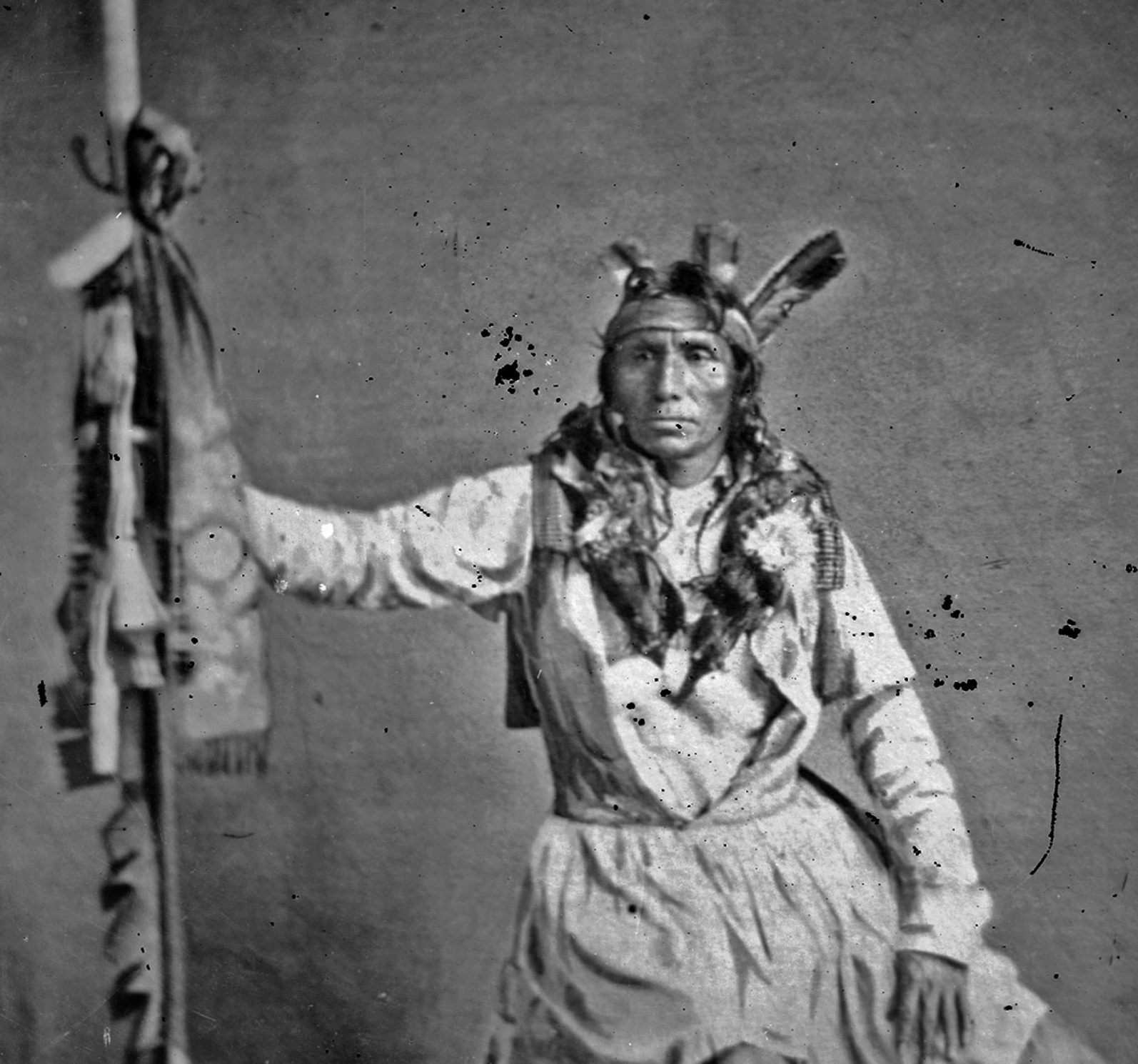
Häuptling Taoyateduta, besser bekannt als Little Crow

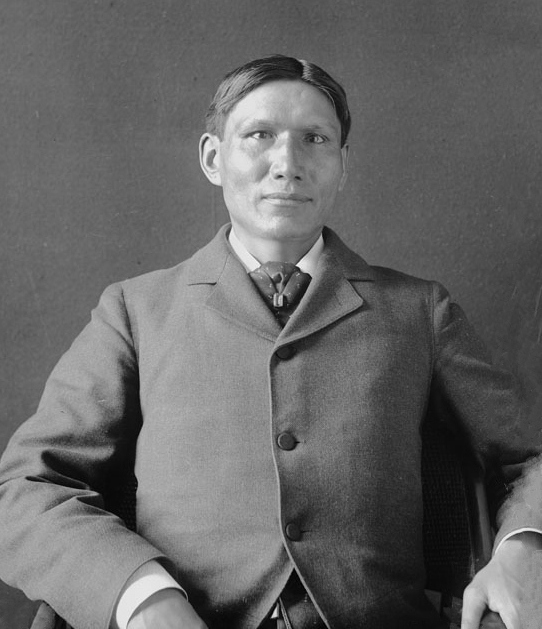
Charles Eastman, 1897

Ursprünglich kamen die Mdewakanton Sioux aus Minnesota. Im Jahr 1851 verkauften die Santee-Sioux einen Großteil ihres Stammesgebietes (etwa 90.000 km², welches sie mit anderen Stämmen bewohnten und bejagten) im heutigen Bundesstaat Minnesota an die Vereinigten Staaten mit der Unterzeichnung des Vertrags von Mendota für 1,41 Mio. US-Dollar. Sie erhielten dafür im Gegenzug eine Reservation am Minnesota, die Lower Sioux Agency, eine Einmalzahlung von 220.000 US-Dollar und das Versprechen auf jährliche Zahlungen und Warenlieferungen. Von den bezahlten 220.000 Dollar erhielten die Indianer jedoch nur ein Zehntel, das an die Häuptlinge ausgezahlt wurde und Waren im Wert von 40.000 US-Dollar. Der Rest ging an weiße Händler, die die Indianer genötigt hatten, ihre Schulden mit dem Geld zu begleichen. Die großen Profiteure waren damit weiße Händler wie Henry Hastings Sibley. In der Folge gab es Versuche, die Dakota zu sesshaften Farmern zu machen. Einer der Vorreiter war dabei der einflussreiche Häuptling Little Crow (Taoyateduta), zugleich auch einer der Unterzeichner des Vertrags von 1851. Das Reservat wurde im Jahr 1858 durch Verträge, unterzeichnet in Washington, weiter verkleinert, als Minnesota als Bundesstaat die Aufnahme in die Vereinigten Staaten erlangte. Dabei gingen die Gebiete nördlich des Minnesota River verloren. Nun waren die Mdewakanton Sioux endgültig von der Regierung der Vereinigten Staaten und von weißen Händlern abhängig. Das verbliebene Land reichte nicht für die eigene Versorgung. Die großen Profiteure waren die Händler, die bis zu 400 % Profit auf Waren und Leistungen erzielten. Auch die Stammesgesellschaft drohte auseinanderzubrechen, da jährliche Zahlungen nicht an den Stamm, sondern an die individuellen Haushalte erfolgten. Dies führte zu einem Machtverlust der Häuptlinge. Im Jahr 1862 blieben die Zahlungen aus Washington aus. Die Bewohner des Reservats hungerten, da auch die Ernte im Jahr 1861 schlecht ausgefallen war. Diese Umstände führten schließlich zum Sioux-Aufstand. Der Aufstand wurde von den Vereinigten Staaten niedergeschlagen. Die Santee-Indianer ergaben sich und ließen ihre Gefangenen frei. Die gefangenen Mitglieder der Santee, etwa 1300 bis 1700 Menschen, wurden nach Niobrara Nebraska, Davenport Iowa und Fort Thompson South Dakota gebracht. Aber nicht nur die aufständischen Santee, sondern auch die am Aufstand nicht beteiligten Sioux der Upper Sioux Agency wurden aus Minnesota vertrieben. Im Jahr 1866 vereinigten sich die beiden Gruppen aus Davenport und Fort Thompson mit ihren Brüdern in Niobrara, Nebraska. Ein Drittel der Santee konvertierte zum christlichen Glauben. Im Jahr 1869 gaben 25 Familien ihre Stammesangehörigkeit auf, wurden US-Staatsbürger und erhielten im Rahmen des Homestead Programms Land am Big Sioux River in Süd-Dakota, dem heutigen Flandreau.
Die Indianischen Siedler errichteten im Jahr 1873 eine Kirche, die bis heute von den Presbytern genutzt wird. 15 weitere Familien schlossen sich daraufhin den Santee in Flandreau an. Durch den Indian Reorganization Act von 1934 wurden die Santee in Flandreau als Indianerstamm anerkannt. Im Jahr 1935 entstand das heutige Reservat mit seiner Regierung und Verwaltung. Am 11. Juni 2015 legalisierte die Stammesregierung den Konsum, Verkauf und die Herstellung von Marihuana auf dem Reservatsgebiet, gegen den Widerstand des Staates South Dakota. Damit war Flandreau Indian Reservation die Erste Reservation, die den Verkauf von Marihuana auf ihrem Gebiet erlaubte. Der Stamm plante ein Resort zu betreiben, wo eigen angebauter Hanf konsumiert werden konnte. Er versprach sich Einnahmen von 2 Millionen Dollar pro Monat. Doch der Staat South Dakota führte an, dass die Stammesregierung nur das Recht hätte, den Verkauf an ihre eigenen Stammesangehörigen zu legalisieren. Daraufhin vernichtete der Stamm seine erste Ernte, um einem Konflikt mit dem Bundesstaat aus dem Weg zu gehen. Der Stamm versucht weiterhin, eine Regelung mit dem Staat zu erreichen, um seine Resort-Pläne durchzuführen. Nach bundesstaatlichen Regelungen ist es Flandreau Indian Reservation erlaubt – so wie jedem Bundesstaat – eigene Gesetze zu erlassen. In den USA ist in einigen Bundesstaaten der Besitz, Anbau und Verkauf von Marihuana legal.

## Regierung
Das Reservat verfügt über eine eigene Stammesregierung, Tribal Council genannt. Die Regierung besteht aus acht Personen, dem Präsidenten, dem Vize-Präsidenten, dem Schatzmeister und dem Sekretär. Daneben existieren vier weitere Personen, die in der Verfassung 'Trustees' genannt werden. Die Positionen der Regierung werden auf vier Jahre gewählt. Alle Stammesmitglieder über 18 Jahre, die seit mindestens einem Jahr ihren Wohnsitz in Moody County haben, sind wahlberechtigt.

## Berühmte Bewohner
- Charles Eastman (1858–1939), Arzt und Schriftsteller